# Alphonse Berget
Thomas Claude Xavier Alphonse Berget, baron, né à Sélestat le 24 novembre 1860 et mort à Paris 6e le 28 décembre 1933, est un physicien, géophysicien et océanographe français.

## Biographie

### Le physicien
Il mène des études supérieures à la Sorbonne, où il obtient, à 26 ans, l'agrégation.[réf. nécessaire] En 1886, il entre au laboratoire de recherches physiques de la faculté des sciences de Paris sous la direction de Gabriel Lippmann. Il y soutiendra sa thèse de doctorat en sciences physiques à 28 ans, dont le thème est la conductibilité calorifique des métaux (notamment le mercure). Il présente également une note à l'Académie française sur la mesure de la conductibilité calorifique du mercure, en valeur absolue.

### Le géophysicien

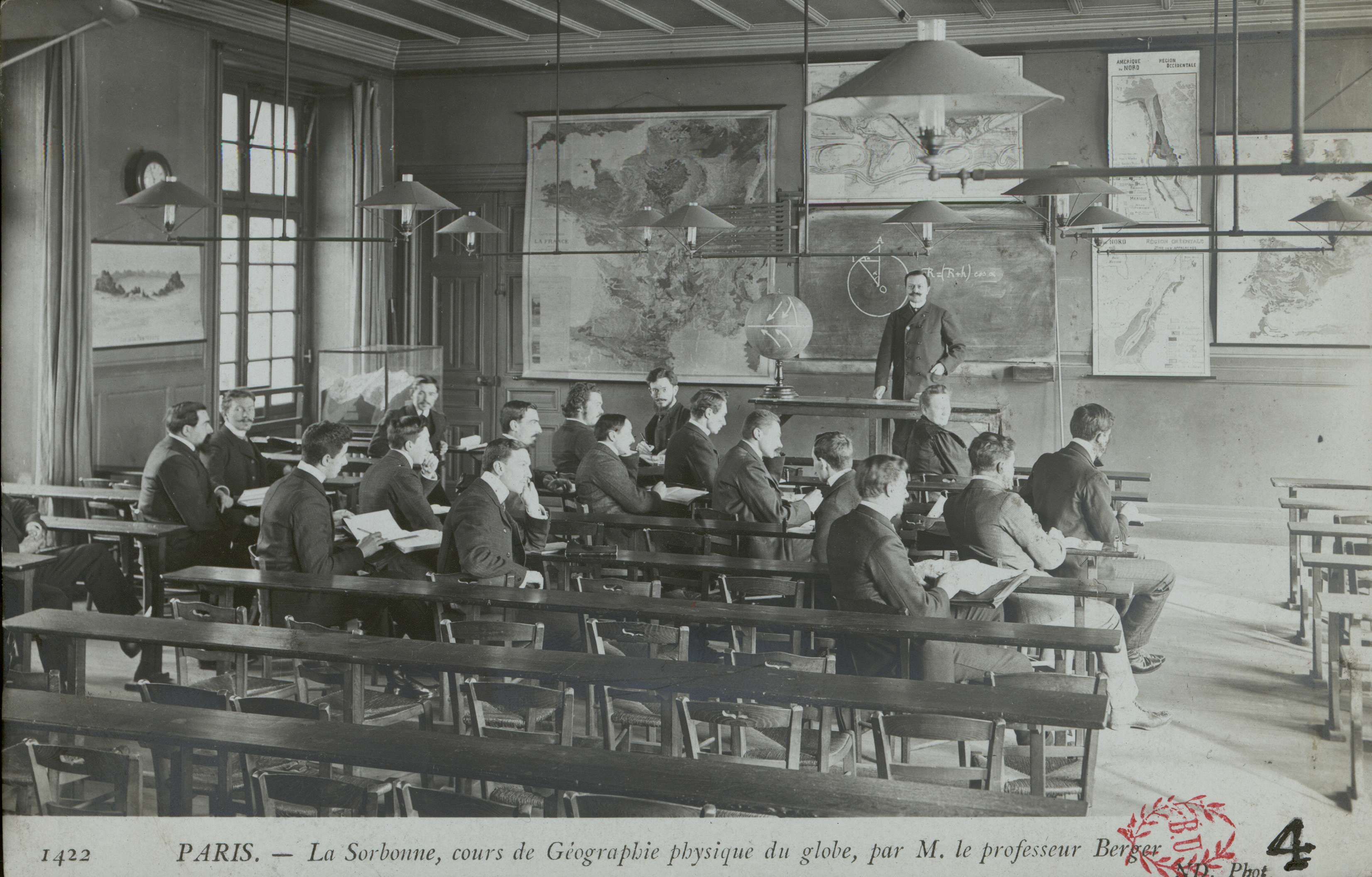
Cours de géographie physique du globe à La Sorbonne, par le professeur Alphonse Berget.

À partir de 1891, il publie plusieurs notes dans les Comptes-rendus hebdomadaires des séances de l'Académie des sciences sur des expériences liées à la gravitation, notamment une méthode graphique pour déterminer les valeurs relatives de la gravité en différents lieux . Dans le cadre de ses travaux sur la rotation de la Terre, il participe à la répétition de l'expérience de Foucault avec un pendule d'un mètre, et à la répétition solennelle, le 22 octobre 1902, pour le cinquantenaire de l'expérience du Panthéon avec Camille Flammarion.

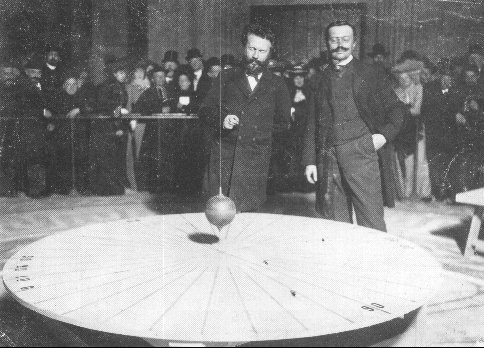
Pendule de Foucault - L'expérience reconstituée en 1902 par Camille Flammarion et Alphonse Berget (à droite)

Il entre au laboratoire de géographie physique de Charles Vélain, comme chef de travaux, puis comme maître de conférences. En 1904, il publie ses conférences dans son livre Physique du globe et météorologie qui obtiendra le prix Binoux de géographie décerné par l'Académie des sciences , et dont plusieurs chapitres traitent de l'océanographie physique.

### L'océanographe
Cette même année 1904, il se voit confier les conférences relatives à l'océanographie physique par le Prince Albert Ier de Monaco qui vient de fonder, à Paris, un cours d'océanographie. Son œuvre consiste alors en la mise au point d'instruments d'une part, et en l'enseignement d'autre part. Ainsi, il met au point un système de détermination précise de la salinité de l'eau de mer par la mesure de l'indice de réfraction ; il conçoit une très légère machine à sonder les fonds marins jusqu’à 2 000 mètres ; il imagine un sondeur piézométrique, basé sur la compression de l'eau de mer avec la profondeur ; il réalise un aréomètre à immersion totale sans correction capillaire ; il améliore l'hypsomètre de Regnault qu'il équipe d'un chauffage électrique ; il publie une note sur la constante capillaire de l'eau de mer ; il imagine un réfractomètre marin à double déviation.                                                  Comme professeur d'océanographie, ses Leçons d'océanographie physique seront publiées peu de temps avant sa mort, et lui vaudront le prix Gay de l'Académie des sciences en 1933.
En 1912, il présente à l'Institut océanographique de Paris le résultat de recherches tendant à prouver que le centre de l'hémisphère continental est situé sur l'île Dumet, au large de la Loire-Atlantique et du Morbihan (vers 47° 24′ 42″ N, 2° 37′ 13″ O). 
En 1925, il publie un article dans la revue La Science et la Vie sur L'Atlantide.
Professeur d’océanographie physique à l’Institut océanographique à partir de 1906 et jusqu’à son décès, Alphonse Berget aura été également rédacteur de la revue La Nature et directeur de la collection d'ouvrages de vulgarisation scientifique publiée chez Hachette « La bibliothèque des merveilles ».
Sa devise était « Mons Arva Superat », la montagne domine la plaine.

## Œuvres
- Le radium et les nouvelles radiations que faut-il en penser ? Que faut-il en attendre ?, Paris, Georges Charpentier, 1879, 79 p.
- Photographie des couleurs, par la méthode interférentielle de M. Lippmann, Paris, Gauthier-Villars et fils, coll. « Bibliothèque photographique », 1891, 58 p.[21]
- Leçons de physique générale cours professé à l'École centrale des arts et manufactures  (en collaboration avec James Chappuis et Marcel Lamotte), Paris, Gauthier-Villars et fils, 1891-1911
- Unités électriques absolue. (Coécrit avec Lippmann, Gabriel). G. Carré et C. Naud (Paris), 1899. Texte disponible en ligne sur LillOnum
- Physique du globe et météorologie, Paris, C. Naud, 1904
- Rapport sur le nombre, la nature et la valeur des apports faits à la société la "Caséine française", Paris, impr. de P. Dupont, 1904
- Ballons dirigeables et aéroplanes, Paris, Librairie universelle, 1908
- La Route de l'air ; aéronautique, aviation ; histoire, théorie, pratique..., Paris, Hachette, 1909, 312 p.
- La vie et la mort du globe, Paris, Flammarion, coll. « Bibliothèque de philosophie scientifique », 1912, 312 p.
- Le Temps qu'il fait, le temps qu'il fera, notions de météorologie à l'usage des aéronautes et des aviateurs..., Paris, Éditions Delagrave, 1912, 261 p.
- Répartition géographique des océans (Détermination du pôle continental)  (Annales de l'Institut océanographique, publiées sous la direction de M. le Dr L. Joubin, Tome V, fasc. X), Paris, Masson, 1913, 12 p. (lire en ligne), p. 588-599
- La Télégraphie sans fil, Paris, Hachette, coll. « La Bibliothèque des merveilles », 1914, 204 p.
- Les Problèmes de l'atmosphère, Paris, Flammarion, coll. « Bibliothèque de philosophie scientifique », 1914, 343 p.
- Topographie. Les Cartes et les échelles. Les formes du terrain. Les instruments. Les méthodes. Les longueurs et les angles. La boussole. La planchette. Le tachéomètre. Le nivellement. L'arpentage. La carte d'état-major. La photographie  (Ouvrage couronné par la Société de topographie de France. Médaille Jansen), Paris, Larousse, 1919, 328 p.
- Où en est la météorologie, Paris, Gauthier-Villars, 1920, 303 p.
- Les Problèmes de l'océan, Paris, Flammarion, coll. « Bibliothèque de philosophie scientifique », 1920, 331 p.
- Nouvelle astronomie pittoresque. Le Ciel  (ill. Lucien Rudaux), Paris, Larousse, 1923, 312 p.
- Vagues et Marées, Paris, Hachette, coll. « La Bibliothèque des merveilles », 1923, 188 p.
- Une nouvelle conquête de l'homme. L'Air, Paris, Larousse, 1927, 312 p.
- Leçons d'océanographie physique. Généralités. Propriétés physiques. L'océan et l’atmosphère, vol. IX et XI, Paris, Blondel, coll. « Annales de l'Institut océanographique », 1930-1931
- L'Ile Dumet "Pôle continental" de la terre, Vannes, impr. de Commelin fils, 1936, 23 p.

Sous le pseudonyme de L. Miral et A. Viger (ou Miral-Viger), alias Léon Miral (Ernest Jacob) et A. Viger (Alphonse Berget), avec le romancier Ernest Jacob (1858-1942) :
- L'Anneau de lumière : grand roman scientifique d'aventures, en feuilleton dans Le Petit Parisien, du 6 novembre 1921 au 4 février 1922. En volume sous le titre L'Anneau de feu, signé Miral-Viger, Hachette, 1922. Ce roman d'anticipation scientifique, qui relate un voyage en fusée d'un groupe de Terriens vers Mars et Saturne, annonce la découverte (par des astronomes de la planète Mars) d'une planète transneptunienne encore inconnue des Terriens, nommée Pluton, dans son feuilleton n°57, le 3 janvier 1922, planète dotée d'un gros satellite (p. 275 du volume), https://gallica.bnf.fr/ark:/12148/bpt6k6048876/f2.item.zoom
- La Bataille de l'or, en feuilleton dans Le Petit Parisien, 15 août au 8 novembre 1923
- La Loi de Mars, en feuilleton dans Le Petit Parisien, 24 août au 16 octobre 1924. Suite de L'Anneau de lumière.